# زلنا هورا (ناحیه ویشکوف)
زلنا هورا (ناحیه ویشکوف) (به چکی: Zelená Hora) یک منطقهٔ مسکونی در جمهوری چک است که در ناحیه ویشکوو واقع شده‌است. زلنا هورا ۲٫۹۵ کیلومتر مربع مساحت و ۲۳۰ نفر جمعیت دارد و ۳۶۸ متر بالاتر از سطح دریا واقع شده‌است.